# 民主主義の後退

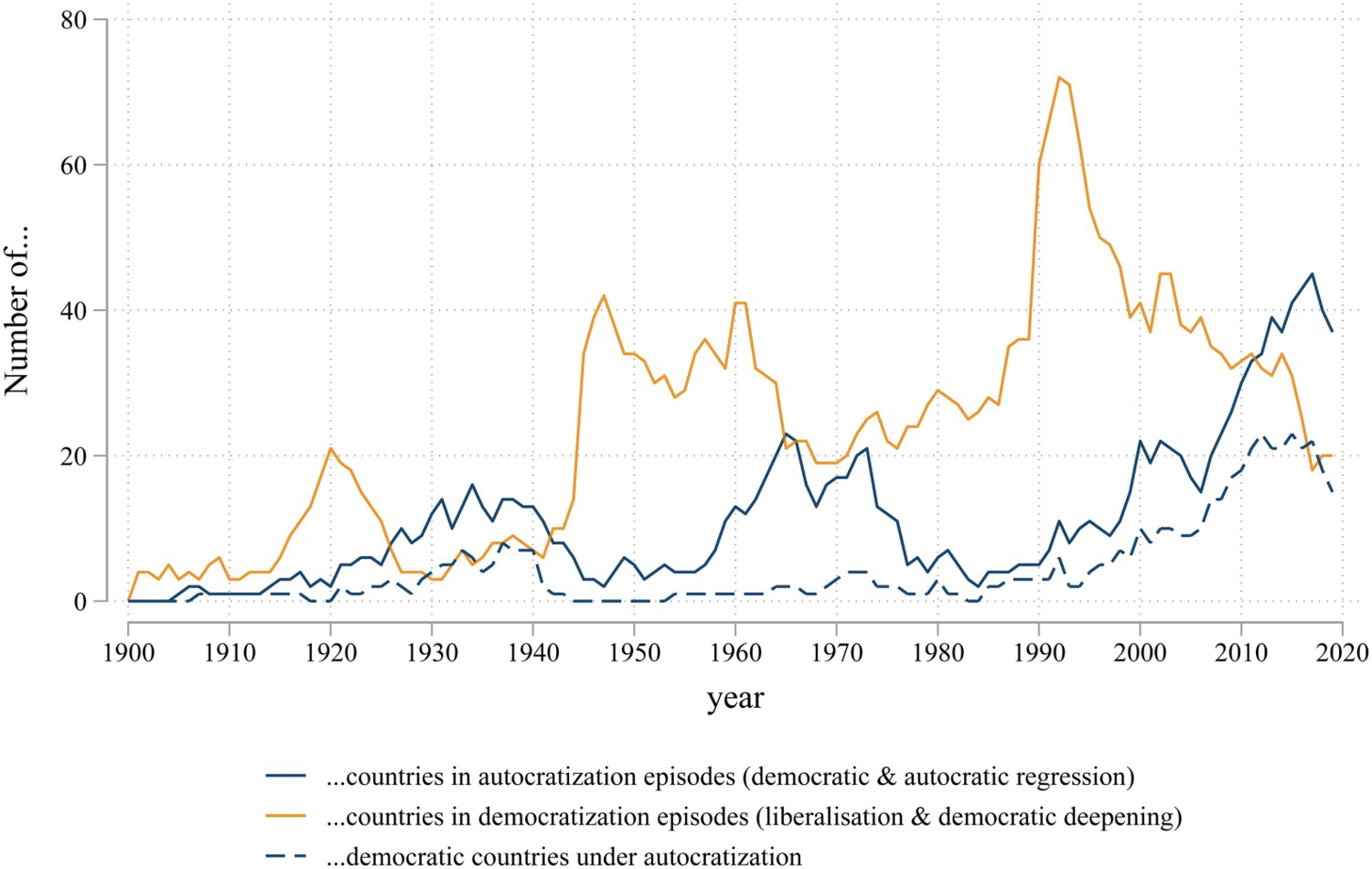
2010年頃から、権威主義化が進む国（青）の数は、民主化が進む国（黄）の数を上回っている

民主主義の後退（みんしゅしゅぎのこうたい、英語: democratic backsliding）、または権威主義化（けんいしゅぎか、英語: autocratization）とは、政治権力の行使がより恣意的かつ抑圧的になることで、体制が専制政治へと変化していくプロセスを指す。この過程では典型として、政権選択に関わる公共の議論や政治参加の空間が制限される。民主主義の後退は、平和的な政権交代や自由で公正な選挙といった民主的制度の弱体化、あるいは特に表現の自由といった民主主義の根幹をなす個人の権利が侵害されることを含む。民主主義の後退は、民主化とは逆の現象である。
民主主義の後退が進む原因としては、経済的不平等、過激な文化闘争、社会変化に対する文化保守主義からの反発、ポピュリズムや個人支配的な政治、そして外部のパワー・ポリティクスによる影響などが挙げられる。危機の際には、指導者が非常事態を理由に権威主義的な統治を導入し、その対応が危機の深刻さに対して過剰であったり、状況改善後もその措置を撤回しない場合に、民主主義の後退が進行することがある。
冷戦期における民主主義の後退は、主にクーデターを通じて発生していた。冷戦終結以降は、個人支配的な指導者や政党が選挙で選ばれた後に民主的制度を徐々に解体していく形で、民主主義の後退がより頻繁に発生している。20世紀後半の「第三の民主化の波」においては、多くの新しい、制度化の進んでいない民主的政権が誕生したが、これらの体制は民主主義の後退に対して特に脆弱であった。2010年以降、自由民主主義国家の数が史上最多を記録した頃から、「第三の権威主義化の波」が進行している。1900年から2023年までの権威主義化の事例のうち、半数以上は「Uターン型」と呼ばれるもので、権威主義化の後に再び民主化が進むケースと密接に結びついている。

## 兆候
民主主義の後退は、民主主義の本質的要素が脅かされるときに発生する。民主主義の後退の例としては、以下が挙げられる：
- 自由で公正な選挙が劣化する[20]
- 言論、報道[22]、結社の自由といった自由権が後退し、野党が政府に異議を唱えたり、説明責任を果たさせたり、現政権に代わる選択肢を提示したりする能力が損なわれる[20][22]
- 司法の独立が脅かされたり、公務員の身分保障が弱体化または撤廃されたりと[23]、司法や官僚機構による政府への制約である法の支配が弱体化する[20]
- テロ行為や敵対勢力と見なされた存在への対応として、国家安全保障が過度に強調される[23]

## 形態
民主主義の後退は、いくつかの典型的な方法で進行することがある。この過程は、多くの場合、民主的に選出された指導者によって主導され、「革命的ではなく漸進的な」手法が用いられる。スティーブン・レビツキーとダニエル・ジブラットが強調するように、民主主義の衰退過程は「ゆっくりと、ほとんど目に見えない変化の段階を踏んで」進行するため、政府がどのタイミングでもはや民主的とは言えなくなるのかを正確に指摘することは困難である 。
オザン・ヴァロルは、「ステルス権威主義（stealth authoritarianism）」という表現を用いて、権威主義的指導者（またはその予備軍）が「見かけ上合法的な法制度を反民主的な目的のために利用し、……法の仮面をかぶせて反民主的な慣行を隠す」ことを説明している。
ホアン・リンス (1996)とともに、レビツキーとジブラットは、権威主義的行動の主要な4つの指標を示す「リトマス試験紙」を提案している。その4指標とは、（1）民主的ルールへの拒否（または弱いコミットメント）、（2）政治的対立者の正当性の否定、（3）暴力に対する容認または助長、（4）メディアを含めた対立勢力の市民的自由を制限する用意、である。
ヴァロルはさらに、名誉毀損法、選挙法、あるいは「テロ」対策法などを操作して政治的対立者を標的にしたり信用を失墜させたりすること、そして反民主的な慣行を隠すために民主主義的なレトリックを利用することが、ステルス権威主義の表れである述べている。
これら指導者の行動に表れる兆候に加えて、サミュエル・P・ハンティントンは、民主主義の後退に対する主要要因として文化を挙げており、特定の文化が民主主義に対して特に敵対的であるが、それらは必ずしも民主化を妨げるわけではないと主張している。
また、ファビオ・ヴォルケンシュタインは、民主主義を弱体化させるために取られた措置の一部は、次回の選挙で簡単に覆すことができない、より長期的な権力集中や移動を引き起こす可能性があると警告している。

### プロミスリー・クーデター
プロミスリー・クーデター（英語: Promissory coup）とは、選挙で選ばれた現職政府がクーデターによって打倒される際、クーデター指導者が民主主義を擁護すると主張し、将来的に民主主義を回復するために選挙を実施すると約束する形態のクーデターである。このような場合、クーデター実行者は、自らの介入が一時的かつ必要不可欠なものであり、その目的は将来的な民主主義を保障するためであると強調する。 
これは、冷戦期に見られたような期間を定めないクーデターとは異なる特徴を持つ。政治学者のナンシー・ベルメオによれば、「成功したクーデターのうち、プロミスリー・クーデターに分類されるものの割合は、1990年以前の35%から、その後は85%へと大幅に増加した」とされている。1990年から2012年の間に民主主義国家で発生した12件のプロミスリー・クーデターを調査した結果、ベルメオは「プロミスリー・クーデターのうち、競争的な選挙がすぐに実施された事例は少なく、その後改善された民主主義へ向かった事例はさらに少なかった」と結論付けている。

### 行政権力の拡大
政治学において、行政権力の拡大（英語: executive aggrandizement）とは、指導者が立法府や司法府が提供する「抑制と均衡」を超えて自らの権力を拡大したり、公務員の独立性に干渉したりすることを指す。正当な選挙で選ばれた指導者であっても、政府のリソースを用いて政治的な対立勢力を弱体化させることによって、民主主義を毀損したり、バックラッシュを引き起こしたりする可能性がある。
この過程では選挙で選ばれた行政部門によって一連の制度変更が行われ、これによって政治的対立勢力が政府に対抗し、政府の責任を追及する能力が損なわれる。行政権力の拡大の最も重要な特徴は、制度変更が合法的な手段を通じて行われるため、選ばれた公職者が民主的な権限を持っているかのように見える点である。行政権力の拡大の例としては、メディアの自由の低下や法の支配の弱体化などがあり、たとえば司法の独立が脅かされる場合がある。

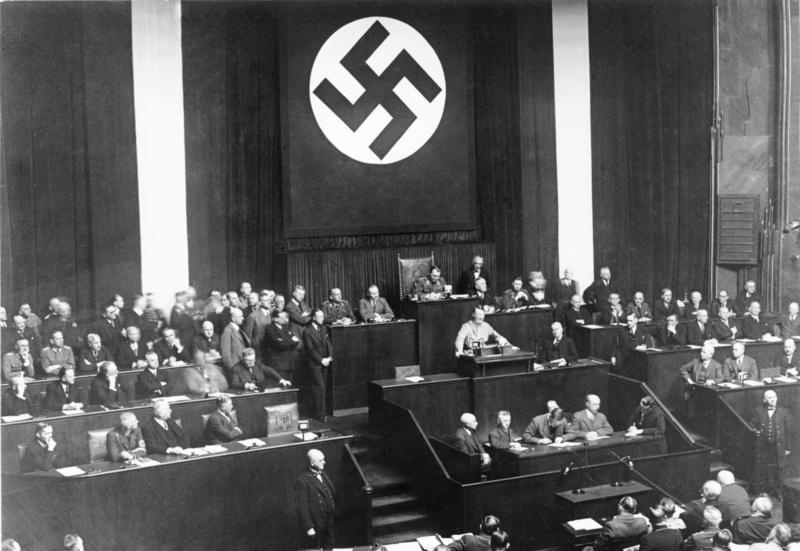
ライヒスタークにて全権委任法に賛成する演説をするヒトラー。ワイマール共和国の崩壊とナチス・ドイツへの変貌は、おそらく最も悪名高い民主主義後退の例である

時が経つにつれて、積極的クーデター（権力を求める個人または少数グループが既存の政府を暴力的に、強制的に取り除いて権力を掌握する）や自主クーデター（自由に選ばれた最高責任者が憲法を一挙に停止し、権力を一気に集める、といったもの）が減少し、行政権力の拡大が増加するようになった。ベルメオは、行政権力の拡大が時間をかけて、制憲議会、国民投票、あるいは「既存の司法機関や立法機関……において、行政の支持者がその機関の多数派を掌握する」といった合法的手段を通じて合法化された制度変更によって行われることを指摘している。ベルメオはまた、これらの方法が「行政権力の拡大を民主的信任より生じたものとして位置付けることを可能にする」と述べている。行政権力の拡大は、制度的ないし水平的な説明責任、行政ないし言論による説明責任といった、民主主義の軸における問題が存在することによって特徴づけられる。

### 漸進的な選挙制度の破壊
この形態の民主主義の後退は、例えばメディアへのアクセス制限、野党候補者の資格剥奪、投票者への抑圧などを通じて、公正な選挙を覆すことを伴う。通常、こうした行為は選挙日前に行われ、今日では緩慢かつ段階的な方法で進行する傾向があり、その変化は対策を講じることが急務でないように見えることが多く、メディアのような監視機関が殆どは取るに足りないものではあるが重大な不正行為という、累積的な脅威を見つけて公表することを難しくしている。権力の蓄積はこのような緩やかな線形進行から始まることが多いが、投票者の力が分裂または弱体化し、制度に対するすべての損害を修復するのが難しくなると、加速する可能性がある。

## 原因と特徴
V-Dem研究所のデータセットは、非常に高いレベルのポピュリズム、強い反多元主義、民主的プロセスへのコミットメントの欠如、政治的暴力の容認、極右的な文化的特徴または極左的な経済的特徴を持つ政党が勝利した場合、権威主義化が進む統計的有意性が高いことを示している。

### ポピュリズム
ハーバード・ケネディ・スクールおよびシドニー大学のピッパ・ノリスは、「双子の力」が西洋の自由民主主義に最大の脅威を与えていると主張している。「国内における断続的かつランダムなテロ攻撃が安全に対する感情を損ない、ポピュリスト＝権威主義的勢力の台頭がこれらの恐怖に寄生している」。ノリスはポピュリズムを「三つの典型的特徴を持つ統治スタイル」として定義している：
1. 「正当な政治権力は国民主権と多数派支配に基づいている」という考えを強調する修辞的な強調
2. 「政治的、文化的、経済的権力を有する既存の支配者」に対する不承認と、その正当性への挑戦
3. 「民衆の声を代表することと一般市民への奉仕」を主張する「型破りなアウトサイダー」による指導[35]

一部のポピュリストは権威主義的であり、「外部者からの脅威と見なされるものに対して、伝統的なライフスタイルを守ることの重要性を強調し、民間の自由や少数派の権利を犠牲にすることさえも辞さない」。ノリスによれば、「双子の力」による不安感の強化は、ポピュリスト・権威主義的指導者への支持を高め、特に第1次トランプ政権期のアメリカ合衆国でこのリスクが顕著であったという。例えば、ノリスはドナルド・トランプが「エスタブリッシュメント」に対する不信感を利用し、メディアの正当性や司法の独立に対する信頼を継続的に損なおうとしたことを指摘している。

2017年、カス・ムッデとクリストバル・ロビラ・カルトワッサーは、次のように記している：
ポピュリズムは、民主化の各段階において同じ影響を及ぼすわけではない。実際、我々は、ポピュリズムは選挙民主主義あるいは最小限の民主主義を促進する場合には肯定的な役割を果たすが、完全に確立された自由民主主義体制の発展に関しては否定的な役割を果たす傾向があると示唆している。その結果として、ポピュリズムは権威主義体制の民主化を促進する傾向がある一方で、自由民主主義の質を低下させやすい。ポピュリズムは国民主権を支持するが、司法の独立やマイノリティの権利といった、多数派支配に対するいかなる制約にも反対する傾向がある。政権を握ったポピュリズムは脱民主化のプロセスを引き起こし（例えば、ハンガリーのオルバーン・ヴィクトルやベネズエラのウゴ・チャベス）、さらに極端な場合には民主主義体制の崩壊さえもたらしてきた（例えば、ペルーのアルベルト・フジモリ）。
政治学者のヤシャ・モンクとジョーダン・カイルによる2018年の分析はポピュリズムと民主主義の後退とを結びつけている。この研究によれば1990年以降、「右派ポピュリスト政権が13回選出され、そのうち5つが重大な民主主義の後退をもたらした。同じ期間に左派ポピュリスト政権は15回選出され、そのうち同じく5つが重大な民主主義の後退を引き起こした」。
トニー・ブレア・グローバル・チェンジ研究所が2018年12月に発表した報告書は、ポピュリズム政権が左派・右派を問わず、民主主義の後退の重大なリスクをもたらすと結論づけている。報告書の著者らは、ポピュリズムが民主主義に与える影響について、以下の三つの主要側面から分析を行った。すなわち、（1）民主主義の質全般、（2）行政権に対する抑制と均衡、（3）市民が有意義に政治参加する権利、である。この報告書では、ポピュリズム政権は、非ポピュリズム政権と比べて民主的諸制度に損害を与える可能性が4倍高いと結論づけられた。さらに、ポピュリズム指導者の半数以上が自国の憲法を改正または改訂しており、その多くが行政権に対する抑制と均衡を損なう内容となっていることも明らかになった。加えて、ポピュリズム政権は、報道の自由、市民的自由、政治的権利といった個人の権利に対する攻撃を行っていることが指摘された。
リチア・チャネッティ、ジェームズ・ドーソン、ショーン・ハンリーの3人の研究者は2018年に発表された民主主義の後退に関する学術論文で、アンドレイ・バビシュ率いるチェコのANO 2011など、中東欧におけるポピュリズム運動の台頭について論じた。彼らは、これらの運動が「政治改革に対する真摯な社会的要求を表明し、ガバナンスの改善という課題を政治の中心に押し上げるという潜在的に曖昧な現象であるが、ポスト共産主義の民主主義に特徴的な、脆弱な権力の抑制と均衡をさらに緩め、私的利益を国家の中枢に組み込む動きでもある」と指摘している。
ショーン・ローゼンバーグは2019年に国際政治心理学会で発表した論文において、右派ポピュリズムは民主主義の構造に内在する脆弱性を露呈させていると論じ、「民主主義は自らを食い尽くす可能性が高い」と主張している。
世界中で、市民たちは自らが大切にしていると主張する民主主義を、投票によって手放している。こうした行動は、自分たちと対立する勢力が先に民主主義を蝕むだろうという信念に一部起因していることが、学者たちによって示されている。実験的な研究では、参加者に対して「対立する政党の支持者は思っているよりも民主主義的規範を尊重している」という情報を提示した。その結果、参加者自身も民主主義的規範を守ろうとする意識が高まり、これらの規範を破る候補者への支持が減少した。これらの知見は、独裁を目指す野心家が「対立勢力が民主主義を損ねている」と非難することによって民主主義の後退を引き起こす可能性があること、そして、対立勢力の民主主義へのコミットメントについての情報を共有することで民主主義の安定を促進できることを示唆している。
「ポピュリズム」という用語は、排外主義や、政治エリートによる意図的な権威主義の助長といった現象を指すには誤解を招く表現であると批判されている。

### 経済的不平等と社会的不満
ダロン・アセモグルやジェームズ・A・ロビンソンなど多くの政治経済学者は、所得格差が民主主義の崩壊に及ぼす影響について研究を行っている。民主主義崩壊の事例を分析した研究によれば、最終的により権威主義な体制へと移行する国々では、経済的不平等が著しく高いことが示されている。ハンガリーはその一例であり、特に2007年から2008年にかけての金融危機以降、失業中または低学歴の人々の間で、深刻な格差への不満が高まった。オルバーン・ヴィクトルは、この相対的に多数を占める人々の不満を巧みに利用し、ナショナル・ポピュリズム的なレトリックを用いて大衆の支持を獲得した。また、ラテンアメリカに関する最近の研究では、しばしば危機的状況下で導入される制度改革が、民主主義の後退をむしろ悪化させる場合があることが示されている。大統領権限を強化するための改革や国民の不満に応えるための改革は、政治的分裂を助長し、民主主義体制を政情不安やポピュリズム的圧力に対して脆弱にすることがある。

### 個人支配
2019年の研究によれば、個人支配はラテンアメリカにおける民主主義に悪影響を及ぼしているとされる。「組織が弱体な政党を支配する大統領は、独立した指導部や制度化された官僚機構を有する政党を率いる大統領よりも、権力の集中を図り、水平的説明責任を弱体化させ、法の支配を踏みにじる傾向が強い」と指摘されている。

### 新型コロナウイルス感染症
世界中の多くの国々では、新型コロナウイルスの世界的流行により、中央政府および地方政府レベルでの様々な民主的選挙が遅延、延期、中止され、結果として民主主義の行動にギャップが生じた。
V-Dem研究所によると、新型コロナウイルスに対する対応で民主的基準に殆ど違反していないか、僅かな違反に留まっている国は全体の39%に過ぎない。インゴ・ケイリッツによれば、権威主義的指導者や監視資本主義者はパンデミックを利用して、「プライバシーや市民的自由に関する我々の感覚を大きく変化させ、再プログラムしており、これは不可逆なものになる可能性がある」と指摘している。ケイリッツはこれを司法の独立に対する脅威と見なしている。

### 大国によるパワー・ポリティクス
大国の変化は、二つの方法で民主主義の後退と権威主義の拡大に寄与してきた。「第一に、独裁的な大国の急激な台頭は、征服によって駆動された権威主義の波を引き起こしたが、1930年代のファシズムの波や、1945年以降の共産主義の波に見られるように、自己利益やさらには尊敬の念によっても引き起こされた。第二に、民主主義的な覇権国家の急激な台頭は民主化の波を引き起こしたが、こうした民主化の波は不可避的に過剰拡大し、崩壊し、結局は統合の失敗と巻き返しを引き起こすことになった」。

### 権威主義的価値観
民主主義の世界的変動は、主に権威主義的価値観への支持と解放的価値観への支持の間の相違として説明されており、これが1960年以降、各国間での民主主義の変動の約70％を説明している。世界価値観調査によって測定される解放的価値観は、経済的繁栄の増加に応じて、時間とともに一貫して上昇してきた。
2020年の研究では、世界価値観調査のデータを使用して、文化保守主義が西側民主主義内で権威主義的統治に対して最も開かれているイデオロギーグループであることが示された。英語圏の西側民主主義においては、文化保守主義と経済についての左派的姿勢を組み合わせた「保護重視」の姿勢が、権威主義的統治への支持を予測する最も強い要因であることが分かった。
ジェシカ・スターン教授と政治心理学者カレン・ステンナーによれば、国際的な研究は（例えば、民族的多様性の増加やLGBTの人々に対する寛容といった）「社会文化的脅威の認識」が、経済的不平等よりも民主主義が権威主義に転化する原因を説明する上でより重要であると明らかにしている（ただし、二人はグローバリゼーションや他の民族グループの繁栄といった経済的脅威も含めている）。 スターンとステンナーは、西側諸国の人口の約3分の1が、多様性や自由よりも同質性、従順さ、強い指導者を好む傾向があると述べている。二人の見解では、権威主義は保守主義と密接には関連していないとし、保守主義は現状としての自由民主主義を擁護することがあると考えている。
政治学者のクリスチャン・ヴェルツェルは、民主化の第三の波が一部の国々では民主主義の需要を超えてしまったと主張している。そのため、ヴェルツェルは現在の権威主義化の傾向を平均への回帰として見ており、長期的な価値観の変化に応じてこの傾向も逆転するだろうと予測している。

### 分極化、誤情報、漸進主義、複数要因説
2019年のヨーテボリ大学V-Dem研究所による年次民主主義報告書では、世界の民主主義が直面している3つの課題が特定された。
1. 「政府によるメディア、市民社会、法の支配、選挙の操作」。
2. 「有毒な分極化」の進行。これには「社会が不信感を抱く敵対的な複数の陣営に分断されること」、政治エリートによる「対立者への尊重、事実に基づく論理的思考、社会との関与」の軽視、政治指導者によるヘイトスピーチの増加が含まれる。
3. 主にデジタル上での外国からの偽情報キャンペーン。特に台湾、アメリカ合衆国、ラトビア等の旧東側諸国に影響を及ぼしている[55]。

スザンヌ・メトラーとロバート・C・リーバーマンによれば、民主主義の後退を引き起こす典型的な要因としては、政治的分極化、人種主義とナショナリズム、経済的不平等、過剰な行政権という4つの特徴が、単独ないし複数生じていることが挙げられる。スティーブン・ハガードとロバート・カウフマンは、民主主義後退の主な原因として、「分極化の悪影響、選出された独裁者に立法権を与えるような党派システムの再編、権利侵害が漸進的なために反対派が分裂し、バランスを崩すこと」の3つを挙げている。2022年の研究では、分極化が非民主的な政治家への支持と関連していることが示された。

### 司法の独立
2011年の研究では、司法の独立が民主主義の後退を防ぐ効果について調査された。この研究は1960年から2000年までの163か国を分析し、確立された独立した司法制度は民主主義が権威主義に転落するのを防ぐのに成功している一方で、新たに設立された裁判所を持つ国家は「民主主義および非民主主義の両面において政権崩壊と積極的に関連している」と結論づけられた。

## 趨勢

2010年から2020年までのV-Dem民主主義指数に基づき、著しく権威主義化（赤）または民主化（青）した国々を示したグラフ。灰色の国々は、著しい変化がなかった国々

2016年末時点で、ヨーテボリ大学V-Dem研究所によるV-Dem民主主義指数は、世界174カ国における350の非常に具体的な指標を測定し、1,800万を超えるデータポイントを含む研究結果を発表した。その結果、世界の民主主義国数は2011年の100カ国から2017年の97カ国へとわずかに減少し、一部の国々は民主化に向かい、他の国々は民主主義から後退したことが明らかになった。V-Demの2019年の年次報告書では、権威主義化の傾向が続き、「いくつかの東欧諸国（特にブルガリアやセルビア）と同様に、ブラジル、バングラデシュ、アメリカ合衆国といった人口の稠密な国々」を含む、24カ国が「『第3の権威主義化の波』に深刻に影響されている」と報告されている。同報告書は、権威主義化を進行中の国々に住む世界人口の割合が増加し（2018年には23億人）、大部分の国々が民主主義国であるものの、自由民主主義国の数は2018年には39カ国に減少したことを示している（10年前は44カ国）。研究グループフリーダム・ハウスは2017年と2019年の報告書で、世界各地のさまざまな地域での民主主義の後退を指摘している。「後退する民主主義（英語: Democracy in Retreat）」と題されたフリーダム・ハウスの2019年『世界の自由度』報告書では、表現の自由が過去13年間で年々低下し、2012年以降はその低下が一層顕著になっていると報告されている。

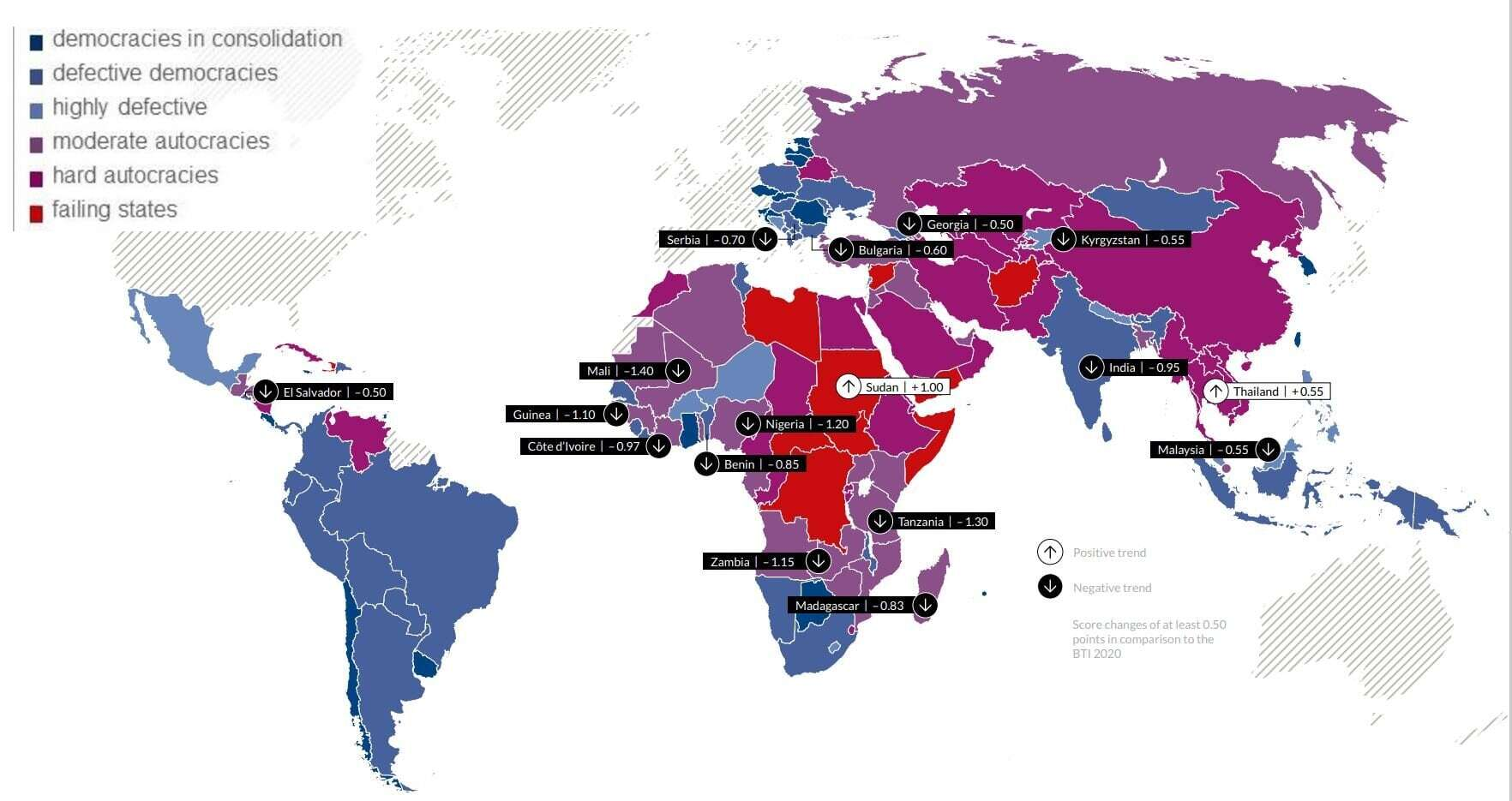
2022年のベルテルスマン改革指標

2010年代の学術研究では、ハンガリーやポーランド、チェコ、トルコ、ブラジル、ベネズエラ、インドなどで、様々な形態や程度での民主主義の後退が詳細に議論された。民主主義の後退という概念の学術的な認識は、かつて「豊かな国で一度達成された民主主義は永続的なものとなる」とされた古い見解からの逆転を反映している。この古い見解は2000年代半ばから誤りであることが明らかになり、多くの学者が、いくつかの一見安定している民主主義国が最近、民主主義の質の低下に直面していることを認めた。アジズ・ハクとトム・ギンスバーグは、「一見安定して、概ね豊かであった」国々を含めた「戦後期の25か国において、民主主義の質が顕著に低下した37の事例（完全な権威主義体制には至らなかったものも含む）」を明らかにした。V-Dem研究所の2023年の民主主義年次報告書（Democracy Report 2024）では、スタンドアロン型の権威主義化が23件、Uターン型の権威主義化（近年改善していたにも関わらず民主主義が後退したもの）が19件発生したと報告されている。
| 国家           | 後退が生じた年 | 支配組織・人物                                           | 備考                                                    |
| -------------- | -------------- | -------------------------------------------------------- | ------------------------------------------------------- |
| ジョージア     | 2019           | イラクリ・コバヒゼ率いるグルジアの夢＝民主グルジア       | [ 75 ] [ 76 ] [ 77 ]                                    |
| エルサルバドル | 2019           | ナジブ・ブケレ率いるNuevas Ideas                         | [ 78 ] [ 79 ]                                           |
| エチオピア     | 2018           | アビィ・アハメド繁栄党                                   | [ 80 ] [ 81 ] [ 82 ]                                    |
| ハンガリー     | 2010           | オルバーン・ヴィクトル率いるフィデス＝ハンガリー市民同盟 | [ 83 ] [ 84 ] [ 85 ] [ 86 ]                             |
| インド         | 2014           | ナレンドラ・モディ率いるインド人民党                     | [ 87 ] [ 88 ] [ 89 ]                                    |
| イスラエル     | 2018           | ベンヤミン・ネタニヤフ率いるリクード                     | [ 90 ] [ 91 ] [ 92 ] [ 93 ] [ 94 ] [ 95 ] [ 96 ] [ 97 ] |
| ペルー         | 2022           | 人民勢力党およびディナ・ボルアルテ                       | [ 98 ] [ 99 ] [ 100 ] [ 101 ]                           |
| ポーランド     | 2015           | ヤロスワフ・カチンスキとアンジェイ・ドゥダの法と正義     | [ 83 ] [ 84 ]                                           |
| ルーマニア     | 2014           | 社会民主党とクラウス・ヨハニス                           | [ 102 ] [ 103 ] [ 104 ] [ 105 ] [ 106 ] [ 107 ] [ 108 ] |
| セルビア       | 2012           | アレクサンダル・ヴチッチ率いるセルビア進歩党             | [ 109 ] [ 110 ] [ 111 ] [ 112 ]                         |
| トルコ         | 2003           | レジェップ・タイイップ・エルドアン率いる公正発展党       | [ 113 ]                                                 |

2020年のVarieties of Democracy Instituteの報告書によると、世界の民主主義の割合は2009年の54％から2019年には49％に減少し、また、世界のより多くの人々が権威主義化が進んでいる国々に住むようになったことが示された（2009年は6％、2019年は34％）。2009年から2019年にかけて最も民主化が進んだ10か国はチュニジア、アルメニア、ガンビア、スリランカ、マダガスカル、ミャンマー、フィジー、キルギス、エクアドル、ニジェールであり、最も権威主義化が進んだ10か国はハンガリー、トルコ、ポーランド、セルビア、ブラジル、バングラデシュ、マリ、タイ、ニカラグア、ザンビアであった。しかし、同研究所は「民主主義のための前例のない規模の動員」が希望の兆しとして示されており、民主主義を支持する大衆動員の割合は2009年の27％から2019年には44％に増加したと報告している。また、2020年の研究によれば、「民主主義の後退は必ずしもすべての民主的機関が並行して衰退することを意味するわけではない……選挙が改善され、権利が縮小するという現象が同じ期間に、そして多くの同じ事例で発生していることが確認された」。民主主義に関する異なる概念や測定方法を用いた指数は、最近の世界的な民主主義の衰退の程度を様々な形で示している。

### 中東欧
2010年代には、中東欧で民主主義の後退が進行しているという学術的なコンセンサスが形成され、特にハンガリーとポーランドが顕著であるとされた。また、欧州連合はいくつかの加盟国における民主主義後退を防ぐことができなかった。ラトガース大学の政治学者R・ダニエル・ケレメンは、EU加盟が「権威主義的均衡（authoritarian equilibrium）」を可能にし、欧州議会の政党政治、国内政治への干渉に対する消極的態度、民主主義が後退している政権によるEU資金の取り込み、不満を抱く市民の自由な移動（市民がこうした政権の下を離れることで、政権の基盤は強化され、反対派が枯渇する）のために、権威主義的指導者が民主主義を侵食することが容易になっている可能性があると主張している。2020年のダリア・リサーチの世論調査によれば、ポーランド市民の38％、ハンガリー市民の36％が自国を民主主義国だと考えており、残りの市民は自国がより民主的であってほしいと答えた。

### アメリカ合衆国

V-Demによるアメリカ合衆国の民主主義指標（1900年〜2021年）では、1920年に大きな上昇が見られるが、これは女性が参政権を獲得したことに対応している。一方で、2017年には大きな低下が記録されており、これはドナルド・トランプの第1期大統領任期の開始と一致する

アメリカ合衆国における民主主義後退は、さまざまな指標や分析で連邦レベルおよび州レベルでの傾向として認識されている。
ジム・クロウ法時代は、民主主義後退の歴史的な事例として最も引用されることが多い時期の一つであり、特に南部ではアフリカ系アメリカ人の権利が劇的に侵害された。21世紀における後退は主に共和党主導の現象として議論され、特にドナルド・トランプ政権に焦点が当てられている。よく挙げられる要因としては、最高裁判所の判決（特に政治資金とゲリマンダーに関するもの）、選挙妨害の試み、政治権力の集中、政治的暴力や白人によるアイデンティティ政治への関心の高まりがある。